# Михайлівська вулиця (Житомир)
Вулиця Михайлівська — одна із центральних вулиць міста Житомира. Бере початок від майдану Сергія Корольова, вулиці Великої Бердичівської і з'єднує його з вулицею Київською біля Свято-Михайлівського кафедрального собору. Є пішохідною вулицею Житомира. Довжина: 370 метрів.

## Історія
Вулиця виникла наприкінці XVIII ст. на місці селища старообрядців-пилипонів на тогочасній околиці Житомира, тому мала початково назву Пилипонська. Всередині XIX ст. старообрядців було виселено за межі міста. У 1856 р. купець Михайло Хаботін за власні гроші побудував на початку вулиці Свято-Михайлівський собор і вулиця Михайлівська у 1880 році була згадана у адресній книжці міста Житомира, але в дужках зазначалося все ще Пилипонська. В 1888 р. її офіційно перейменували на Михайлівську.
Вулиця Михайлівська мала аристократичний характер, була престижною для заселення, тут земля коштувала дуже дорого. І, відповідно, тут могли оселитися лише заможні люди. Дерев'яні заборонялося будувати, тому що наперед думали про створення обличчя вулиці, міста. Першими власниками земельних ділянок на новоствореній Михайлівській стали: Григорій Тартаковський, Халім Рабінович, Артем Сіваєв, Евард Мар'ян Галлі (відомий лікар, колекціонер), Лівшиць, Ратнер, Мінель та інші. Саме вони збудували двоповерхові, триповерхові будинки.
Потім на початку XX ст. картина власників змінюється, приходять замість минулих власників інші. Зокрема, Джовані Евард Мар'ян Галлі продав свою ділянку для житомирського споживчого товариства. У Лівшиця землю купив Фортунат Раковський, підприємець. Його син, Октавіан Фортунатович Раковський, був відомим юристом.
І як тоді було узвичаєно, на першому поверсі розміщувалися магазини. На другому поверсі, як правило, це вже були там установи або житлові приміщення, існувало багато готелів: «Венеція», «Петіт-отель», «Брістоль», «Версаль», «Вікторія», «Оріон».
Крім того, було два кінотеатри — «Люкс», а пізніше і «Кіно-Рим». У будинку Раковського розміщувалося комерційне зібрання, де збиралися купці, торговці для своїх заходів. Це був їхній будинок, місце корпоративного зібрання. Михайлівська вулиця була надзвичайно насиченою людьми, тому що це було місце і для прогулянок, і, зокрема, для шопінгу. На вулиці Михайлівській, зокрема і зараз, зберігається один з найстаріших діючих кінотеатрів в Україні, який має нині ім'я Івана Франка. Найстарішим за нього є тільки кінотеатр «Ліра» у Києві.
Вулиця значною мірою зберегла оригінальний архітектурний ландшафт XIX — поч. XX ст. На ній розташовані архітектурні пам'ятки, на розі з вул. Київською знаходиться Свято-Михайлівський кафедральний собор із пам'ятником митрополитові Іларіону (Іванові Огієнку) біля нього.
У 2016 р. відбулася реконструкція вулиці ― було створено Європейський майдан, у 2018 р. на розі з вул. Лятошинського з'явився пішохідний фонтан. Михайлівська вулиця є традиційною відпочинковою локацією міста: тут розташовано чимало кав'ярень та інших закладів харчування.
У погожі дні місцеві художники виставляють на продаж власні картини. Окрім того, вулиця Михайлівська стала одним із головних місць гулянь на Новорічно-Різдвяні та Великодні свята.

## Будівлі та установи
№ 2 Будівля Житомирської міської ради. Попередньо Будинок товариства взаємного кредиту (1900, 1959). У цьому будинку навчалась Зоя Гайдай, українська співачка, а у 1910 році навчався М. А. Скорульський, український композитор. Будинок є пам'яткою місцевого значення.
№ 3 Житомирський обласний центр хореографічного мистецтва, Академічний ансамбль танцю «Сонечко». На початку XX ст. в будинку розміщувався Азово-Донський банк. Архітектурна пам'ятка місцевого значення.
№ 4 Центр надання адміністративних послуг.
№ 5 Музична школа № 1 Б. М. Лятошинського. На цьому місці раніше стояв будинок, в якому народився М. І. Усанович — академік-хімік. Пам'ятка місцевого значення.
№ 7 Житомирський академічний обласний театр ляльок. Будинок імператорського Російського музичного товариства (1905). В цьому будинку працював видатний український поет, композитор і диригент, народний артист УРСР І. М. Сльота. Архітектурна пам'ятка місцевого значення.
№ 8 З 1928 по 1934 рр. в цьому будинку працював І. А. Кочерга — видатний український драматург. Будинок Г. І. Трибеля.
№ 9 Будинок із магазином Житомирського споживчого товариства. Архітектурна пам'ятка місцевого значення.
№ 10а Дитячий кінотеатр ім. Івана Франка.

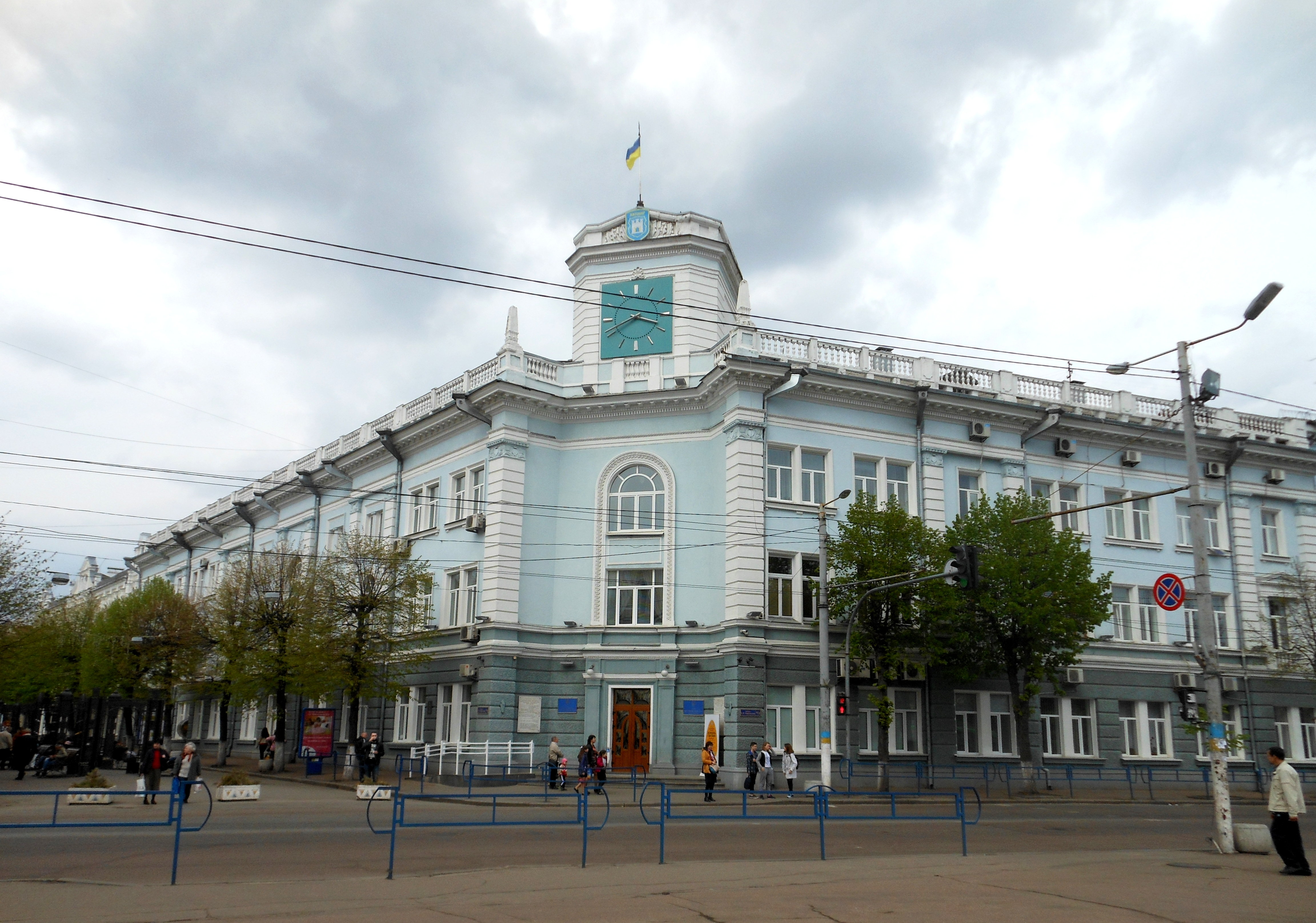
Міська рада
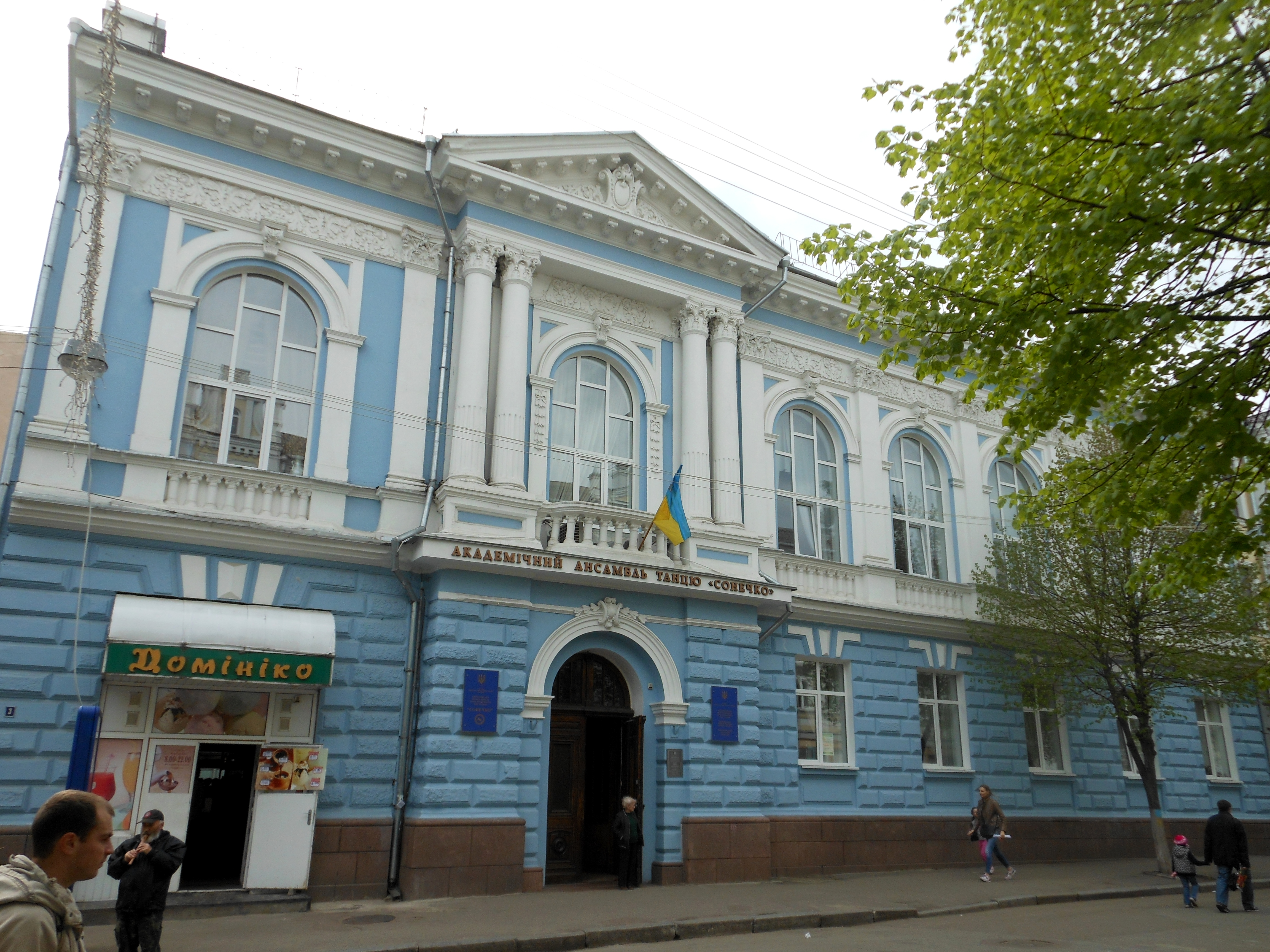
Центр хореографічного мистецтва
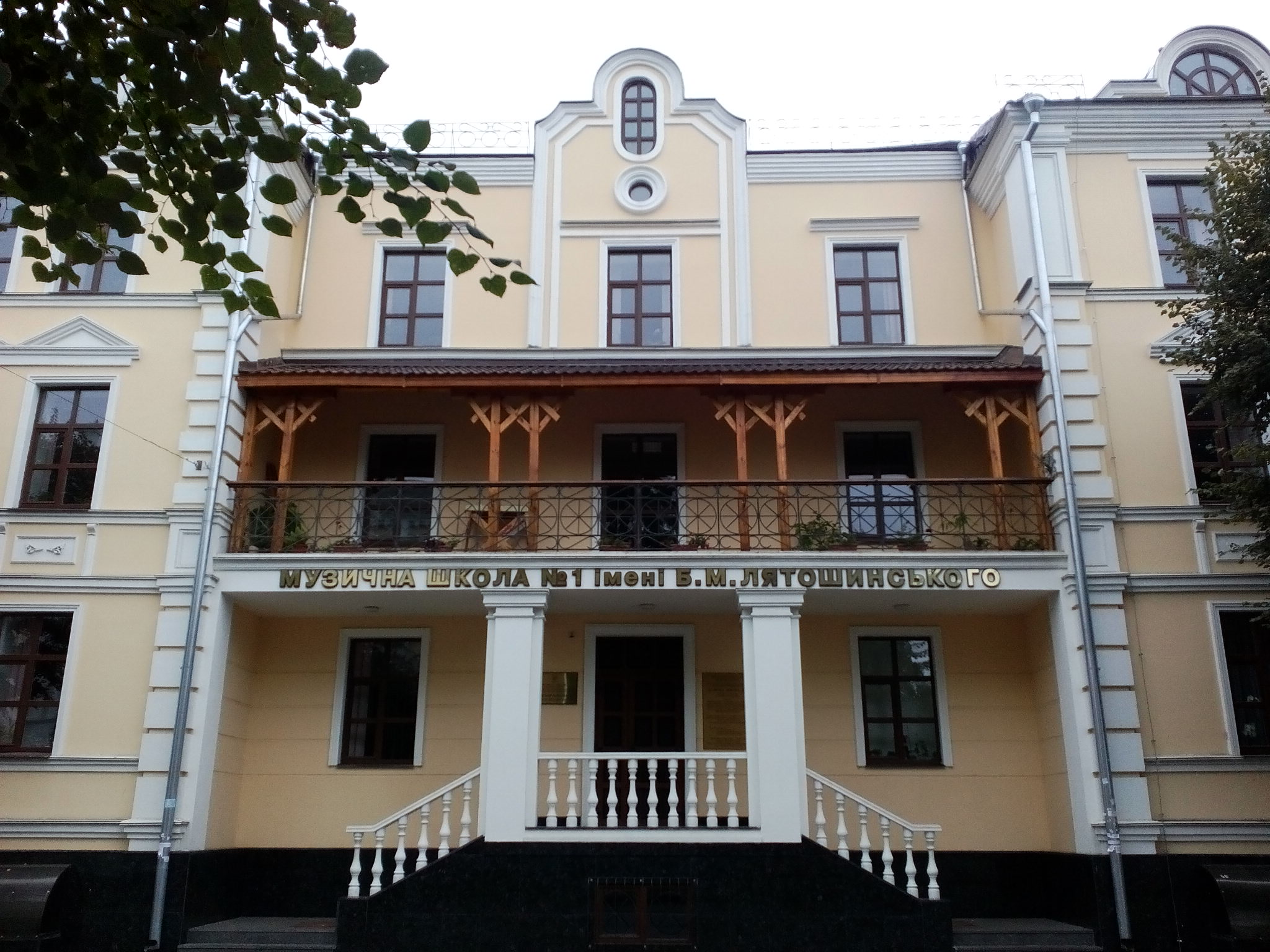
Музична школа №1
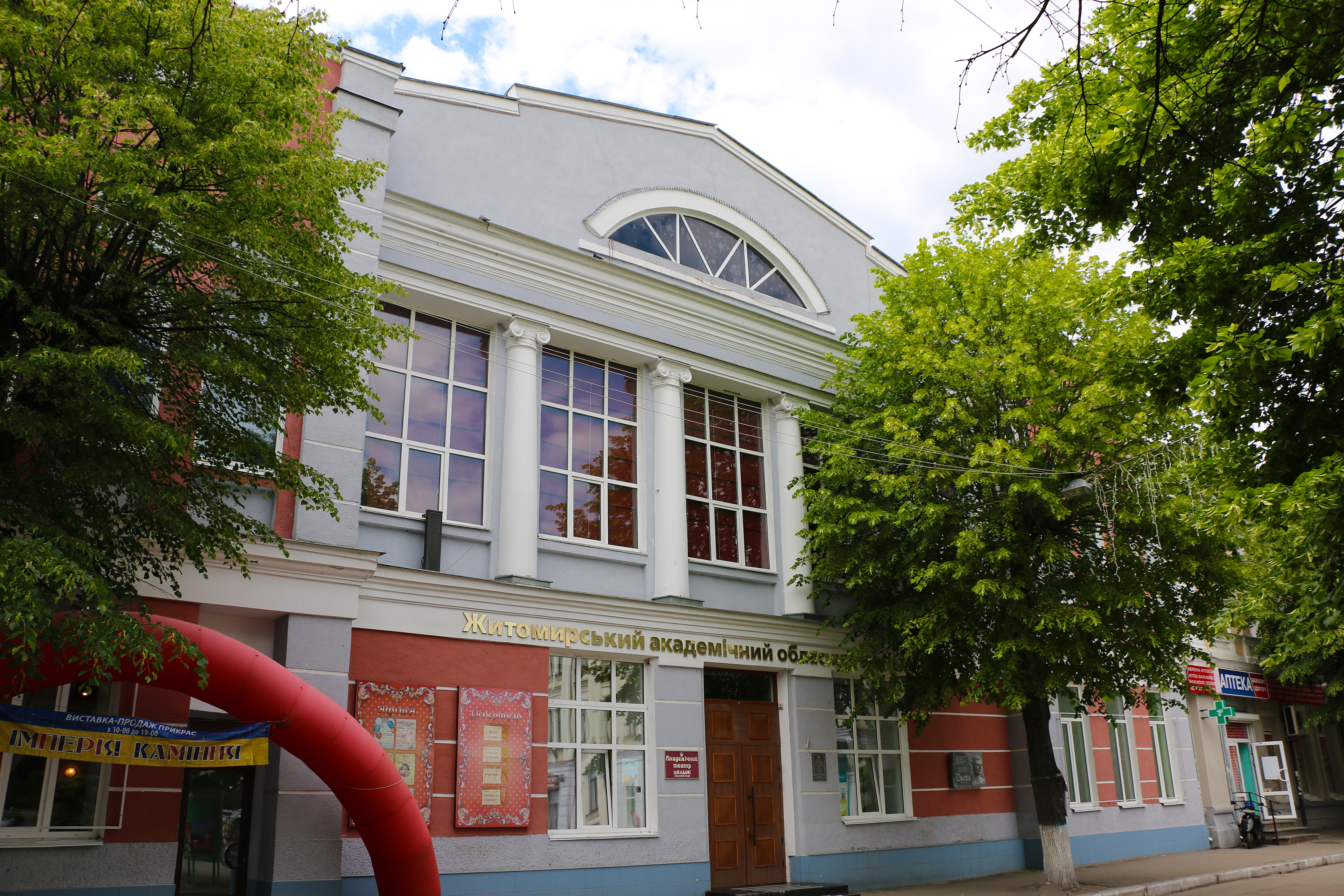
Театр ляльок
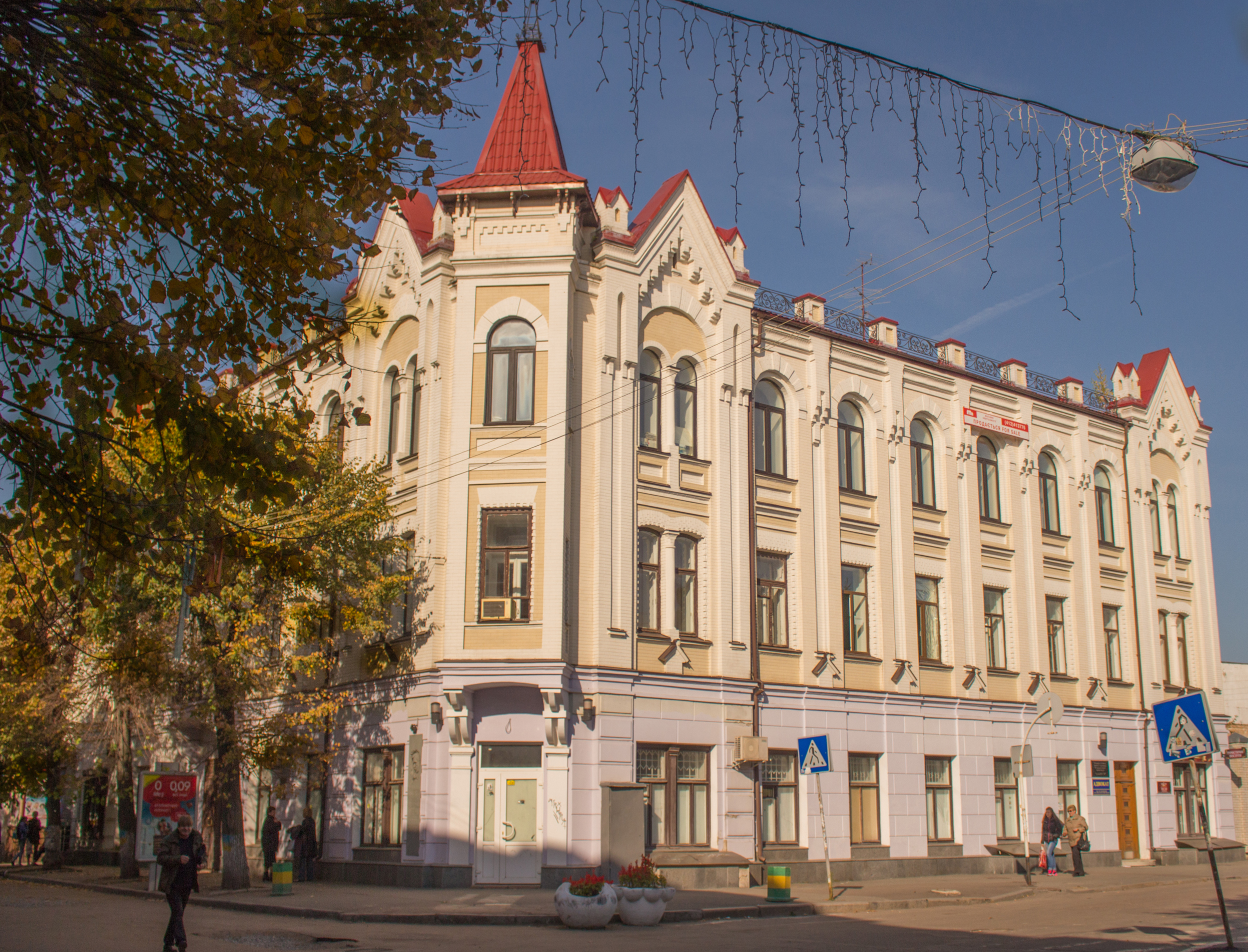
Будинок Трибеля

## Меморіальні дошки
- Скорульському М. А., на буд № 2, скульптор В. Фещенко, архітектор П. Бірюк.
- Пам'ятний знак на честь військових з'єднань та частин, які відзначилися при звільненні Житомира, на буд № 2.
- Сльоті І. М., на буд № 7.
- Кочерзі І. А., на буд № 8.

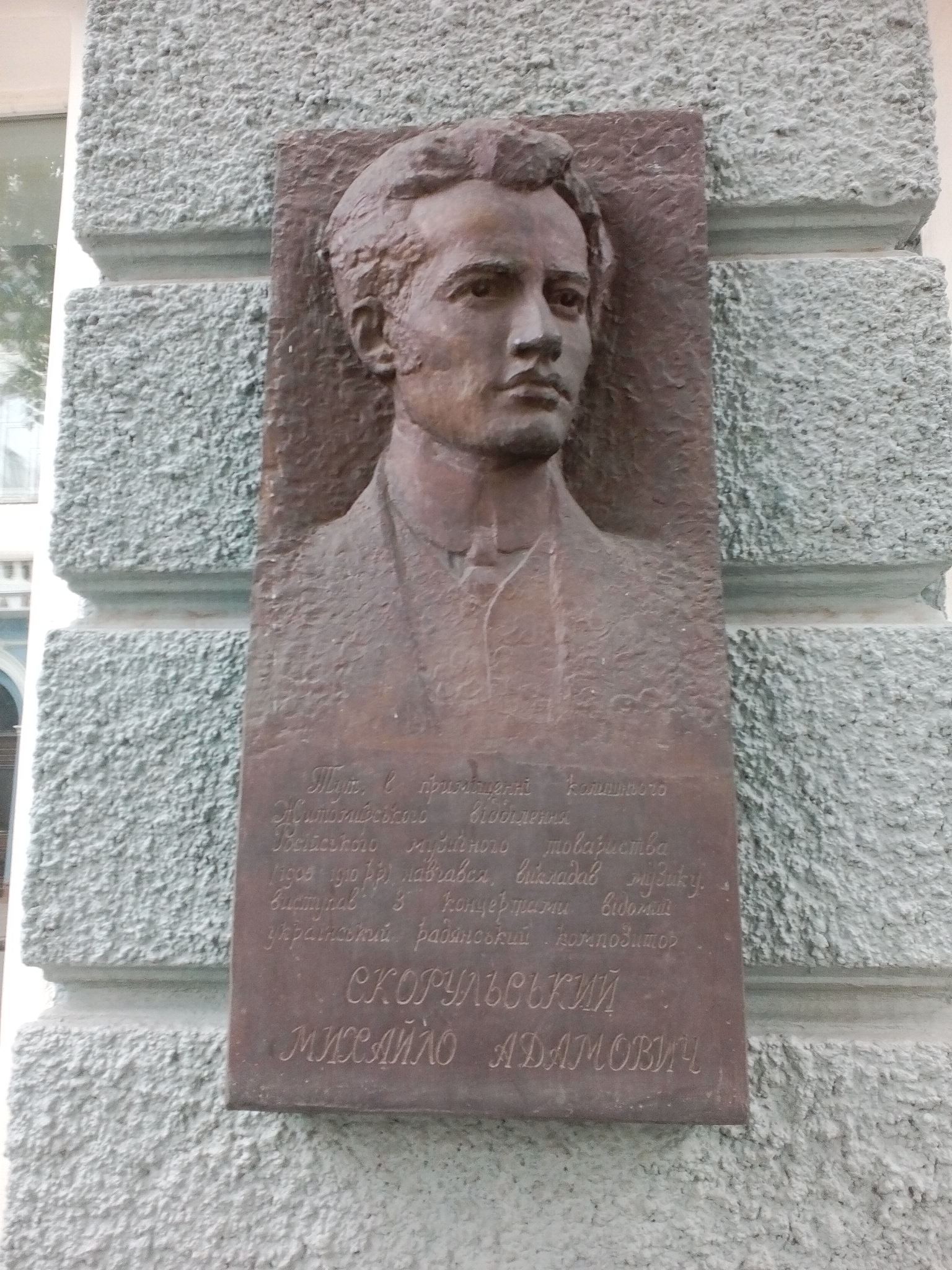
Меморіальна дошка Скорульському М. А.
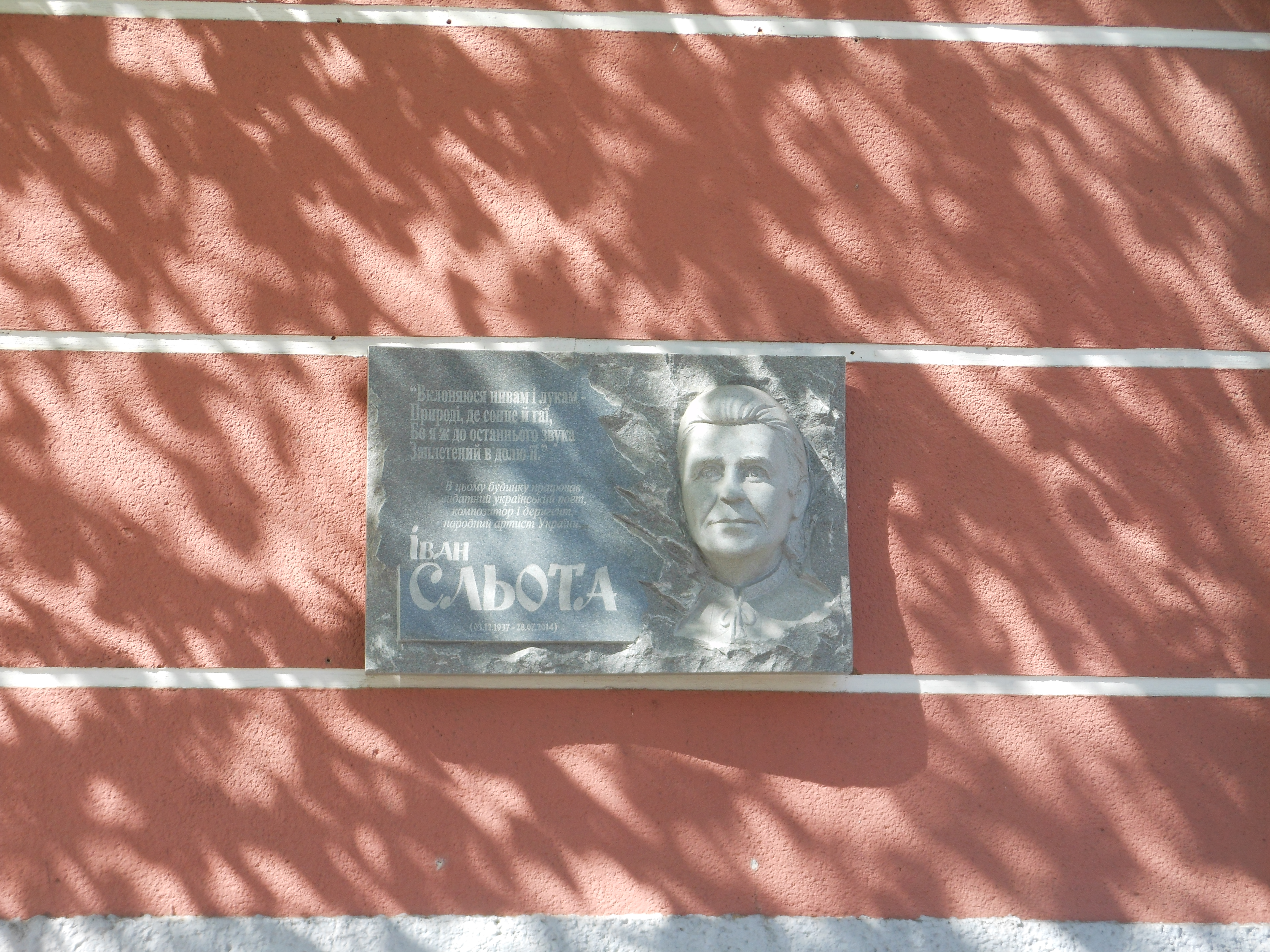
Меморіальна дошка Сльоті І. М.
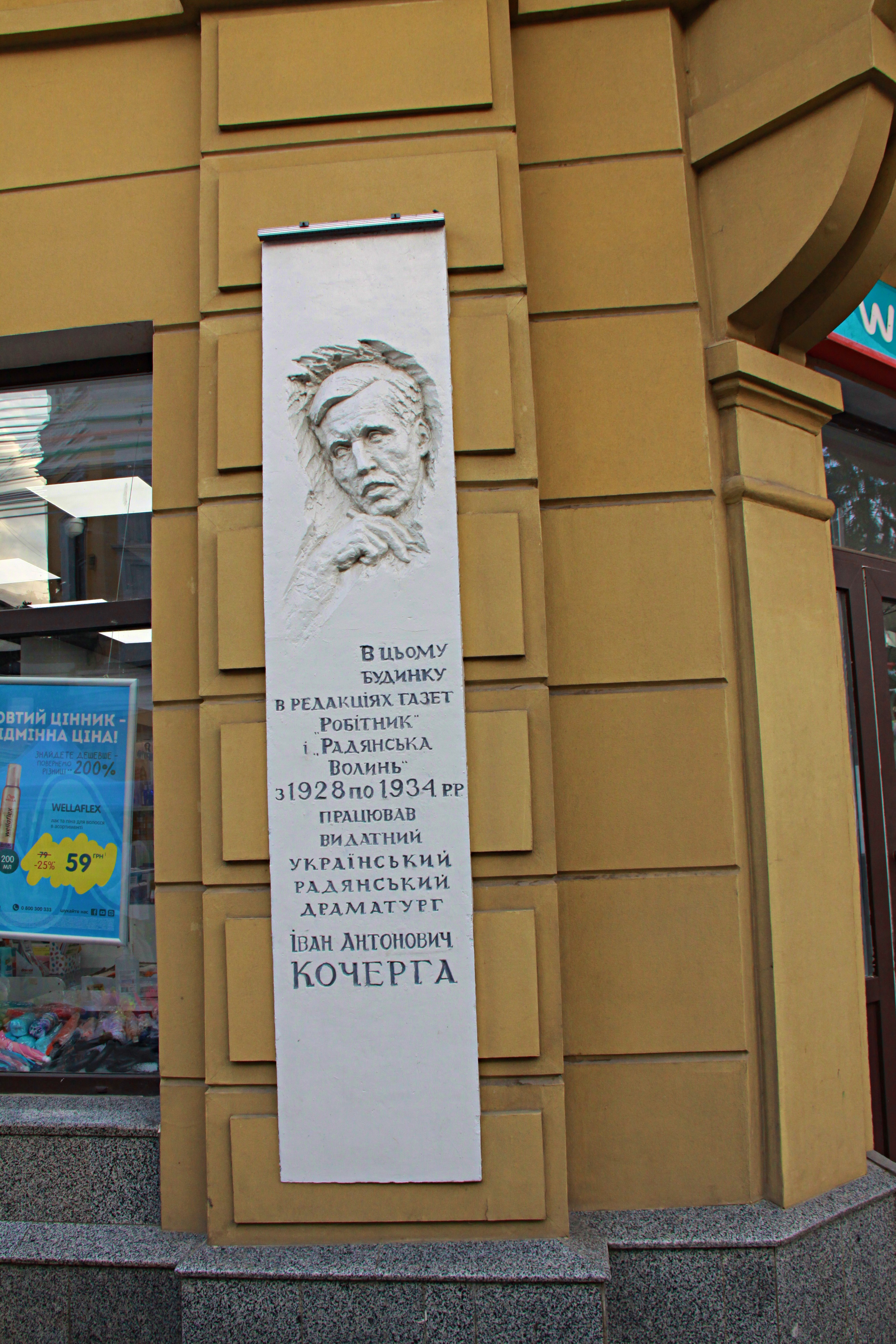
Меморіальна дошка Кочерзі І. А.
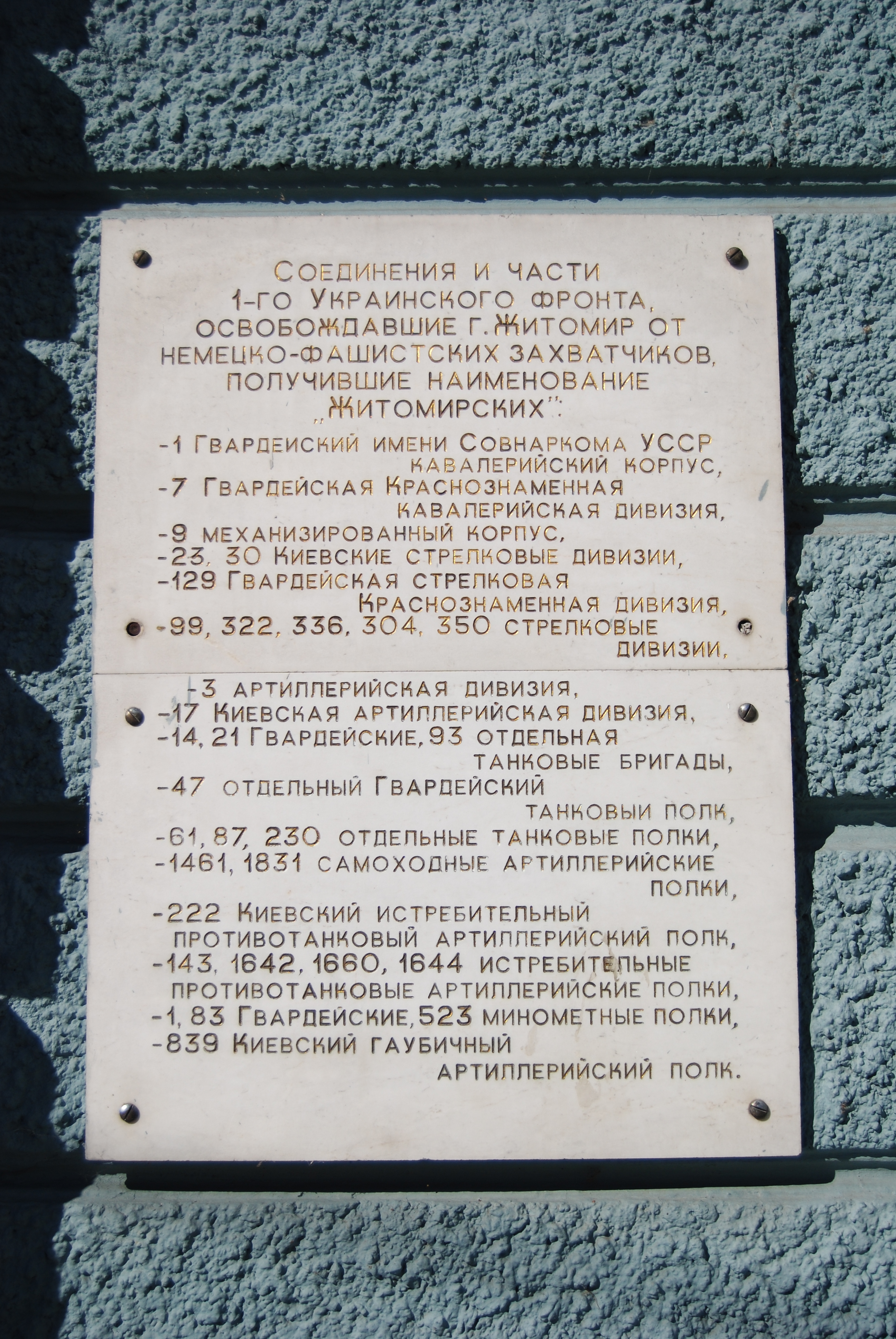
Пам'ятний знак

## Дотичні вулиці
Лівобічні: проїзд Скорульського.
Правобічні: вул. Бориса Лятошинського.